# Lonsdale, Arkansas
Lonsdale là một thị trấn thuộc quận Garland, tiểu bang Arkansas, Hoa Kỳ. Năm 2010, dân số của thị trấn này là 94 người.

## Dân số
- Dân số năm 2000: 118 người.
- Dân số năm 2010: 94 người.